# Vital Remains
Vital Remains este o formație americană de death metal din Providence, Rhode Island, înființată în 1988.

## Istorie
Chitaristul Paul Flynn a înființat Vital Remains în 1988. Prima componență a formației i-a inclus pe Paul Flynn la chitara principală, Butch Machado la chitara ritmică, vocalistul Mike Flynn, basistul Tom Supkow și bateristul Chris Dupont. Mike Flynn a inventat numele formației. La scurt timp după înființare, Tony Lazaro și vocalistul Jeff Gruslin au devenit membri ai formației. Lazaro și Flynn au compus împreună piesele și au lansat două albume demo - Reduced to Ashes în 1989 și Excruciating Pain în 1990. Formația a semnat un contract cu casa de discuri franceză Thrash Records și a lansat melodia „The Black Mass” în 1991. Ulterior, aceștia au semnat un contract cu casa de discuri Deaf Records, subsidiară a Peaceville Records. În 1992, formația și-a lansat albumul de debut Let Us Pray⁠(d), iar trei ani mai târziu au lansat Into Cold Darkness⁠(d). Vital Remains a cerut dizolarea contractului cu Deaf Records, deoarece formația nu era promovată, iar distribuția materialelor sale era slabă. În jurul anului 1995, membrii originali ai formației au început să părăsească proiectul din diverse motive. La mijlocul anului 1997, au semnat un contract pentru două albume cu Osmose Productions, grupul lansând Forever Underground⁠(d) în același an. În 2000, grupul aa lansat Dawn of the Apocalypse⁠(d).
În 2003, Glen Benton⁠(d), vocalistul/basistul Deicide, a devenit membru Vital Remains pentru înregistrarea celui de-al cincilea album al formației. Albumul - intitulat Dechristianize- a primit recenzii pozitive. Au lansat următorul album, Icons of Evil⁠(d), în 2007. De asemenea, Vital Remains a lansat primul lor DVD live, Evil-Death-Live, prin casa de discuri poloneză Metal Mind Productions.
Trei dintre foștii vocaliști ai formației au murit între 2017 și 2018. Pe 4 iulie 2017, Chris Ross a fost împușcat mortal de cumnatul său, James Ball. Pe 2 noiembrie 2017, Scott Wiley a încetat din viață, iar Jake Raymond a murit pe 25 iunie 2018.

## Membrii formației
- Tony Lazaro – chitară ritmică (1988–prezent)
- Gaeton "Gator" Collier – chitară bas, voce secundară (2008–prezent)

### Foști membri
- Paul Flynn – chitară principală (1988–1996)
- Tom Supkow – chitară bas (1988–1989)
- Chris Dupont – baterie (1988–1990)
- Jeff Gruslin – voce principală (1988–1995)
- Ace Alonzo – baterie (1990–1994)
- Joseph „Joe” Lewis – chitară bas (1990–2000), voce principală (1996–1999)
- Rick Corbett – baterie (1994–1995)
- Dave Suzuki – chitară principală, baterie (1997–2007), chitară bas (2000–2007)
- „Thorn” – voce principală (1999)
- Glen Benton – voce principală 2003–2008)

## Discografie

### Albume
- Let Us Pray (1992)
- Into Cold Darkness (1995)
- Forever Underground (1997)
- Dawn of the Apocalypse (2000)
- Dechristianize (2003)
- Icons of Evil (2007)

### Albume demo/EP/Compilații
- Reduced to Ashes (1989)
- Excruciating Pain (1990)

- The Black Mass (1991)
- Horrors of Hell (2006)